# Amage
Amage és un municipi francès situat al departament de l'Alt Saona i a la regió de Borgonya - Franc Comtat. L'any 2007 tenia 348 habitants.

## Demografia

### Població
El 2007 la població de fet d'Amage era de 348 persones. Hi havia 137 famílies, de les quals 29 eren unipersonals (8 homes vivint sols i 21 dones vivint soles), 42 parelles sense fills, 58 parelles amb fills i 8 famílies monoparentals amb fills.
La població ha evolucionat segons el següent gràfic:
Habitants censats

### Habitatges
El 2007 hi havia 159 habitatges, 136 eren l'habitatge principal de la família, 13 eren segones residències i 9 estaven desocupats. 156 eren cases i 2 eren apartaments. Dels 136 habitatges principals, 119 estaven ocupats pels seus propietaris, 14 estaven llogats i ocupats pels llogaters i 4 estaven cedits a títol gratuït; 2 tenien dues cambres, 14 en tenien tres, 25 en tenien quatre i 96 en tenien cinc o més. 105 habitatges disposaven pel capbaix d'una plaça de pàrquing. A 48 habitatges hi havia un automòbil i a 76 n'hi havia dos o més.

### Piràmide de població
La piràmide de població per edats i sexe el 2009 era:
| Homes | Edats   | Dones |
| ----- | ------- | ----- |
| 0     | 95 o +  | 0     |
| 0     | 90 a 94 | 0     |
| 0     | 85 a 89 | 0     |
| 0     | 80 a 84 | 0     |
| 4     | 75 a 79 | 8     |
| 12    | 70 a 74 | 8     |
| 4     | 65 a 69 | 0     |
| 8     | 60 a 64 | 4     |
| 8     | 55 a 59 | 12    |
| 8     | 50 a 54 | 8     |
| 28    | 45 a 49 | 8     |
| 20    | 40 a 44 | 16    |
| 4     | 35 a 39 | 20    |
| 0     | 30 a 34 | 0     |
| 8     | 25 a 29 | 8     |
| 4     | 20 a 24 | 8     |
| 28    | 15 a 19 | 16    |
| 12    | 10 a 14 | 4     |
| 4     | 5 a 9   | 0     |
| 4     | 0 a 4   | 4     |

## Economia
El 2007 la població en edat de treballar era de 221 persones, 170 eren actives i 51 eren inactives. De les 170 persones actives 156 estaven ocupades (89 homes i 67 dones) i 13 estaven aturades (7 homes i 6 dones). De les 51 persones inactives 16 estaven jubilades, 18 estaven estudiant i 17 estaven classificades com a «altres inactius».

### Ingressos
El 2009 a Amage hi havia 128 unitats fiscals que integraven 335 persones, la mediana anual d'ingressos fiscals per persona era de 18.165 €.

### Activitats econòmiques
Dels 5 establiments que hi havia el 2007, 2 eren d'empreses de construcció, 1 d'una empresa de comerç i reparació d'automòbils, 1 d'una empresa d'hostatgeria i restauració i 1 d'una entitat de l'administració pública.
Dels 2 establiments de servei als particulars que hi havia el 2009, 1 era un paleta i 1 guixaire pintor.

## Equipaments sanitaris i escolars
El 2009 hi havia una escola elemental integrada dins d'un grup escolar amb les comunes properes formant una escola dispersa.

## Poblacions més properes
El següent diagrama mostra les poblacions més properes.